# Dime (Vereinigte Staaten)

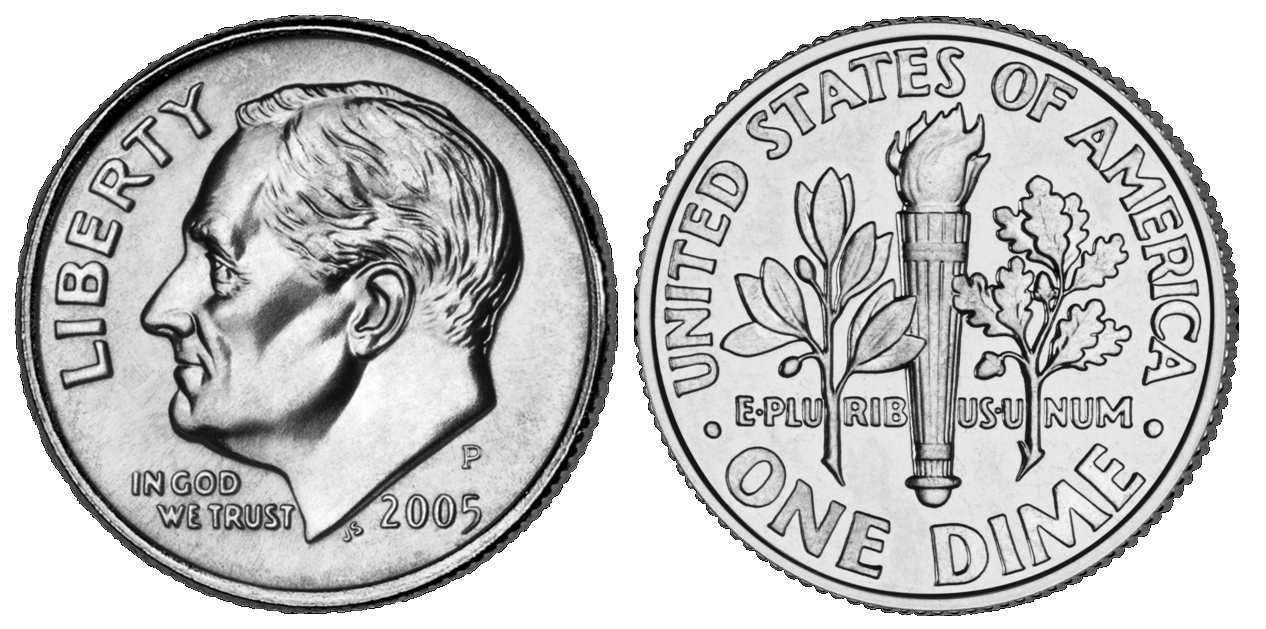
Roosevelt-Dime von 2005

Der Dime [daɪm] ist eine Münze der Vereinigten Staaten im Wert von zehn Cent oder einem Zehntel Dollar. Das gegenwärtige Münzbild zeigt den 32. Präsidenten Franklin D. Roosevelt auf der Vorderseite, während auf der Rückseite eine Fackel, ein Eichenzweig und ein Olivenzweig zu sehen sind.

## Geschichte

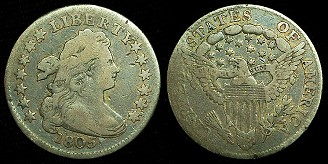
Draped Bust Dime von 1805

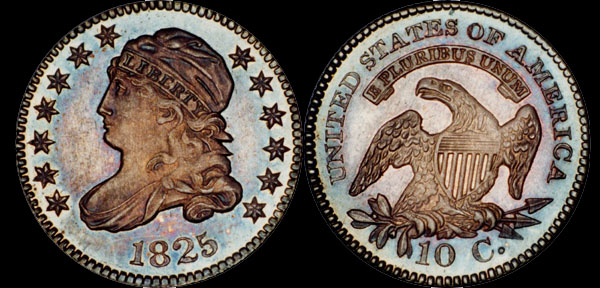
Capped Bust Dime von 1825

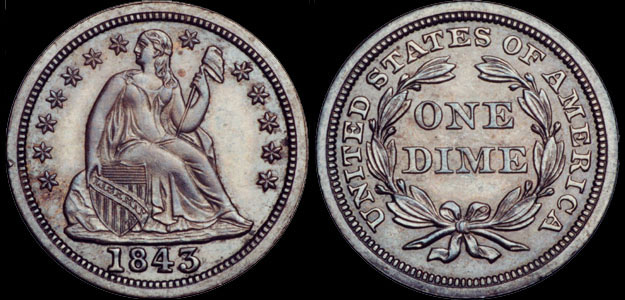
Seated Liberty Dime von 1843

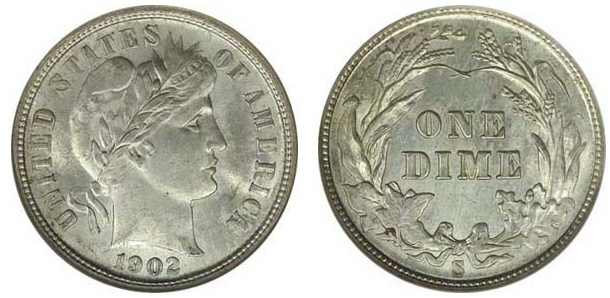
Barber Dime von 1902

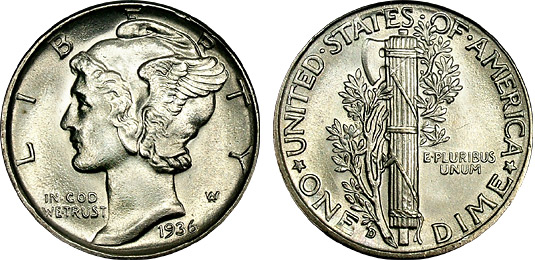
Mercury Dime von 1936

Die Bezeichnung Dime stammt aus dem Altfranzösischen „di(s)me“ (zurückgehend auf lateinisch „decima (pars)“) und bedeutet „Zehntel“. Verwandt damit ist die französische Währungsbezeichnung Décime.
Der Wert der US-amerikanischen 10 Cent-Münze ist mit „One Dime“ und nicht mit „10 Cents“ gekennzeichnet. Dime ist somit ebenso wie Cent eine offizielle Untereinheit des US-Dollars, im Gegensatz etwa zur deutschen Zehn-Pfennig-Münze, die nur umgangssprachlich als „Groschen“ bezeichnet wurde.
Es gilt: 1 Dollar = 10 Dime = 100 Cent = 1000 Mill (inzwischen obsolet)
Heutzutage ist mit „Dime“ meist nur noch das spezifische Münznominal gemeint und nicht die Währungseinheit. Zwischen 1837 und 1873 trug allerdings das Fünf-Cent-Stück die Bezeichnung „Half Dime“. Dieses wird heute umgangssprachlich „Nickel“ genannt, offizielle Bezeichnung ist jedoch „5 Cents“.
1792 wurde ein Gesetz zur Prägung eines „Disme“ im Wert eines Zehnteldollars verabschiedet. In jenem Jahr wurden allerdings nur Probeprägungen hergestellt.
Die ersten Dimes für den Umlauf erschienen 1796, damals noch ohne Wertangabe. Dieser Typ wird „Draped Bust“ genannt.
1809 wurde die Gestaltung der Münze geändert („Capped Bust“) und die Wertangabe „10 C.“ hinzugefügt. Seit 1837 erscheint „One Dime“ als Wertangabe. In jenem Jahr wurde die „Seated Liberty“ als neues Münzmotiv gewählt. Von 1892 bis 1916 sind sie als „Barber Dime“ bekannt, benannt nach dem Designer Charles E. Barber. 1916 bis 1945 trug die Münze das Bildnis der Liberty mit geflügeltem Kopf, gestaltet von Adolph Alexander Weinman. Oft wurde dieses Motiv allerdings als Merkur gedeutet, weshalb dieser Typ „Mercury Dime“ genannt wird.

## Heutige Gestaltung
1946 wurde die heutige Gestaltung namens „Roosevelt Dime“ eingeführt, zu Ehren des Präsidenten Franklin D. Roosevelt, der im April 1945 verstorben war. Der Dime wurde ausgewählt, weil sich Roosevelt mit der Wohltätigkeitsorganisation March of Dimes für die Bekämpfung der Kinderlähmung einsetzte.
Entworfen wurde die Münze durch John R. Sinnock. Seine Initialen „JS“ sind auf der Vorderseite zu sehen. Im stark antikommunistischen Klima in den USA entstanden damals Gerüchte, diese Initialen stünden für Josef Stalin und seien durch einen sowjetischen Agenten angebracht worden.
1965 änderte sich die Zusammensetzung der Münze. Statt wie bisher aus Silber wurde sie nun aus einem Kupferkern, plattiert mit einer Kupfernickel-Legierung, hergestellt. Die Gewichtsanteile (bezogen auf die ganze Münze) betragen 91,67 % Kupfer und 8,33 % Nickel.
2003 versuchten republikanische Abgeordnete per Gesetz, das Bildnis Roosevelts durch dasjenige Ronald Reagans zu ersetzen, doch sie blieben erfolglos.
Die Münze ist 2,268 Gramm schwer bei einem Durchmesser von 17,91 Millimetern und einer Dicke von 1,35 Millimetern. Der Rand ist geriffelt (118 Riffel).